# Wiley Interdisciplinary Reviews: Computational Molecular Science
Wiley Interdisciplinary Reviews: Computational Molecular Science, abgekürzt Wiley Interdiscip. Rev.-Comput. Mol. Sci., ist eine wissenschaftliche Fachzeitschrift, die vom Wiley-Blackwell-Verlag veröffentlicht wird. Die Zeitschrift wurde 2011 gegründet und erscheint derzeit mit sechs Ausgaben im Jahr. Es werden Übersichtsarbeiten veröffentlicht, die sich mit den multidisziplinären Gebieten der Chemie, Biologie und der Computermodellierung beschäftigen.
Der Impact Factor lag im Jahr 2020 bei 25,113. Nach der Statistik des Web of Science wird das Journal mit diesem Impact Factor in der Kategorie multidisziplinäre Chemie an sechster Stelle von 178 Zeitschriften und in der Kategorie mathematische und Computerbiologie an erster Stelle von 58 Zeitschriften geführt.